# Eloise Wellings
Eloise Wellings, född 9 november 1982, är en friidrottare från Australien. Hon deltog vid olympiska sommarspelen 2012 och olympiska sommarspelen 2016.